# Belle Rive
Belle Rive es una villa ubicada en el condado de Jefferson en el estado estadounidense de Illinois. En el Censo de 2010 tenía una población de 361 habitantes y una densidad poblacional de 159,48 personas por km².

## Geografía
Belle Rive se encuentra ubicada en las coordenadas 38°13′54″N 88°44′21″O / 38.23167, -88.73917. Según la Oficina del Censo de los Estados Unidos, Belle Rive tiene una superficie total de 2.26 km², de la cual 2.26 km² corresponden a tierra firme y (0%) 0 km² es agua.

## Demografía
Según el censo de 2010, había 361 personas residiendo en Belle Rive. La densidad de población era de 159,48 hab./km². De los 361 habitantes, Belle Rive estaba compuesto por el 97.23% blancos, el 0% eran afroamericanos, el 0% eran amerindios, el 0.83% eran asiáticos, el 0% eran isleños del Pacífico, el 0% eran de otras razas y el 1.94% pertenecían a dos o más razas. Del total de la población el 1.39% eran hispanos o latinos de cualquier raza.